# 아니크 진
아니크 진(Anik Jean, 1977년 4월 11일 ~ )은 캐나다의 팝/록 가수, 배우, 시나리오 작가이다.
퀘벡 보나벤처에서 태어났다.
2010년, 패트릭 휴어드의 영화 File 13(Filière 13)에서 Mylène 역을 맡았다. 2011년 Huard와 결혼했다. 2019년 영화 소아 시즈에 출연했다.